# Вершинова Муравейка
Верши́нова Мураве́йка (укр. Вершинова Муравійка) — село Куликовского района Черниговской области Украины, центр сельского совета. Население 415 человек(2016 г.). Расстояние до районного центра — 11 км. На территории села расположена станция Муравейка Юго-Западной железной дороги.
Код КОАТУУ: 7422781501. Почтовый индекс: 16313. Телефонный код: +380 4643.

## Власть
Орган местного самоуправления — Вершиново-Муравейский сельский совет, в подчинении которого также село Кошарище. Почтовый адрес: 16313, Черниговская обл., Куликовский р-н, с. Вершинова Муравейка, ул. Петровская 48, тел. 2-63-30.

## История
На территории села обнаружено древнее поселение XI—XIII столетия.
В 1955 году установлены надгробья на братских могилах советских воинов, погибших при освобождении Вершиновой Муравейки от немецко-фашистских оккупантов.
В 1969 году в селе установлен памятник в честь воинов-односельчан (137 человек), которые погибли на фронтах Великой Отечественной войны.
В 1988 году на территории села располагались 8-летняя школа, фельдшерско-акушерский пункт,  дом культуры на 250 мест, местная библиотека насчитывала 8 тысяч томов.

## Население
| Годы      | 1866 | 1897 | 1988 | 2001 | 2010 | 2015 |
| --------- | ---- | ---- | ---- | ---- | ---- | ---- |
| Население | 388  | 936  | 724  | 527  | ?    | 422  |

## Транспорт
На территории села расположена станция Муравейка Юго-Западной железной дороги.
Проходит автомобильная дорога Чернигов — Куликовка, расстояние до райцентра Куликовка — 11 км.